# 5785 Fulton
5785 Fulton è un asteroide della fascia principale. Scoperto nel 1991, presenta un'orbita caratterizzata da un semiasse maggiore pari a 2,5862795 UA e da un'eccentricità di 0,1101800, inclinata di 12,68233° rispetto all'eclittica.